# Anne Ottenbrite
Anne Ottenbrite (Bowmanville, 12 de maio de 1966) é uma nadadora canadense, ganhadora de três medalhas em Jogos Olímpicos, sendo uma de ouro nos 200 metros peito.